# Diospyros calycantha
Diospyros calycantha là một loài thực vật có hoa trong họ Thị. Loài này được O.Schwarz mô tả khoa học đầu tiên năm 1927.